# Sternopygus macrurus
Sternopygus macrurus är en fiskart som först beskrevs av Bloch och Schneider, 1801.  Sternopygus macrurus ingår i släktet Sternopygus och familjen Sternopygidae. Inga underarter finns listade i Catalogue of Life.